# Boris Stepantsev
Boris Stepantsev (russisk: Бори́с Па́влович Степа́нцев) (født 7. december 1929 i Moskva i Sovjetunionen, død 21. maj 1983 i Moskva i Sovjetunionen) var en sovjetisk filminstruktør.

## Filmografi
- Sjjelkuntjik (Щелкунчик, 1973)[1][2]